# Reconquête
Reconquête (Português: Reconquista) é um partido político na França criado em dezembro de 2021. Foi fundado e é liderado por Éric Zemmour, que foi candidato de extrema-direita nas eleições presidenciais de 2022.